# Nekrolog 1502
Nekrolog
◄◄
| ◄
| 1498
| 1499
| 1500
| 1501
| 1502 | 1503 | 1504 | 1505 | 1506 | ► | ►►
Weitere Ereignisse | Allgemeiner Nekrolog 1502
Die Beschreibung der verstorbenen Person sollte so kurz wie möglich gehalten sein und nur deren signifikante Tätigkeit(en) enthalten.
Neue Namen ggf. auch unter dem Geburts- und Sterbedatum, also etwa unter 1. Januar und im Geburts- und Sterbejahr (2024) eintragen (nur bei entsprechender großer Wichtigkeit). Für Beispiele siehe die schon vorhandenen Artikel.
Außerdem über die fünf zuletzt Verstorbenen, zu denen es einen ausreichend guten Artikel für eine Präsentation auf der Hauptseite gibt, nach der todesbedingten Überarbeitung der Artikel ggf. auch unter Wikipedia Diskussion:Hauptseite informieren und sie am besten auch in den anderen Wikipedia-Sprachversionen eintragen. Tipp: Regelmäßig bei news.google.de nach „ist tot“, „gestorben“ oder „verstorben“ suchen.
Wenn eine Person gestorben ist, gibt es viele Seiten zu dieser Person in der Wikipedia, die davon auch betroffen sind und entsprechend aktualisiert werden müssen. Beispiele: Namenübersichtsseite, Geburtsjahr, Geburtsort-Seiten und viele mehr.
Wie finde ich die betroffenen Seiten?
Im Suchfeld auf der linken Seite gibt man den Suchbegriff so ein: „Vorname Nachname“. Dann klickt man auf Volltext und alle Seiten mit entsprechendem Suchtext werden aufgerufen. Hier sieht man dann schnell, wo auch das Todesjahr Sinn macht oder sogar ein Teil des Artikels angepasst werden muss. Auch hilft das „Werkzeug“ auf der linken Seite sehr gut, um solche Seiten aufzufinden: „Links auf diese Seite“. Somit ist die Wikipedia wieder aktuell in allen Bereichen! Hinweis: bei Eintragung der Kategorie „Gestorben JAHR“ wird der Missbrauchsfilter 49 ausgelöst, was jedoch nicht schlimm ist. Siehe: Spezial:Missbrauchsfilter/49
Dies ist eine Liste von im Jahr 1502 verstorbenen bekannten Persönlichkeiten. Die Einträge erfolgen innerhalb der einzelnen Daten alphabetisch sortiert. Tiere sind im Nekrolog für Tiere zu finden.

## Januar
| Tag        | Name                        | Beruf, bekannt als                                                         | Alter | Beleg |
| ---------- | --------------------------- | -------------------------------------------------------------------------- | ----- | ----- |
| 16. Januar | Johannes von Lübeck         | deutscher Theologe                                                         |       |       |
| 17. Januar | Johann Koelhoff der Jüngere | deutscher Drucker und Verleger der Inkunabelzeit                           |       |       |
| Januar     | Johannes Mauburnus          | niederländischer Augustiner-Chorherr, Theologe und Erbauungsschriftsteller |       |       |

## Februar
| Tag         | Name                | Beruf, bekannt als                                 | Alter | Beleg |
| ----------- | ------------------- | -------------------------------------------------- | ----- | ----- |
| 18. Februar | Hedwig Jagiellonica | polnische Prinzessin, Herzogin von Bayern-Landshut | 44    |       |

## März
| Tag      | Name        | Beruf, bekannt als             | Alter | Beleg |
| -------- | ----------- | ------------------------------ | ----- | ----- |
| 14. März | Felix Fabri | Dominikaner und Schriftsteller |       |       |

## April
| Tag      | Name         | Beruf, bekannt als     | Alter | Beleg |
| -------- | ------------ | ---------------------- | ----- | ----- |
| 2. April | Arthur Tudor | englischer Thronfolger | 15    |       |

## Mai
| Tag    | Name                       | Beruf, bekannt als                | Alter | Beleg |
| ------ | -------------------------- | --------------------------------- | ----- | ----- |
| 4. Mai | Berthold II. von Landsberg | Bischof von Verden und Hildesheim |       |       |
| 6. Mai | James Tyrrell              | englischer Adliger und Militär    |       |       |

## Juni
| Tag     | Name                          | Beruf, bekannt als     | Alter | Beleg |
| ------- | ----------------------------- | ---------------------- | ----- | ----- |
| 5. Juni | Georg I. Göler von Ravensburg | Reichsritter und Vogt  |       |       |
| 6. Juni | Heinrich Brömse               | Lübecker Bürgermeister |       |       |

## Juli
| Tag      | Name                      | Beruf, bekannt als                 | Alter | Beleg |
| -------- | ------------------------- | ---------------------------------- | ----- | ----- |
| 15. Juli | Vincenz Lang              | deutscher Humanist und Dichter     |       |       |
| 20. Juli | Giovanni Battista Ferrari | italienischer Bischof und Kardinal |       |       |

## August
| Tag        | Name                | Beruf, bekannt als                                  | Alter | Beleg |
| ---------- | ------------------- | --------------------------------------------------- | ----- | ----- |
| 7. August  | Ursula von Rammung  | Dame des Kraichgauer Adels                          |       |       |
| 18. August | Knut Alvsson        | norwegischer Ritter                                 |       |       |
| 22. August | Frans van Busleyden | Erzbischof von Besançon und burgundischer Politiker |       |       |

## September
| Tag           | Name                      | Beruf, bekannt als                                                     | Alter | Beleg |
| ------------- | ------------------------- | ---------------------------------------------------------------------- | ----- | ----- |
| 1. September  | Iio Sōgi                  | japanischer Dichter                                                    |       |       |
| 13. September | Annius von Viterbo        | italienischer Dominikaner, Antiquar und Historiker; Geschichtsfälscher |       |       |
| 20. September | Albrecht Dürer der Ältere | deutscher Goldschmied                                                  |       |       |

## Oktober
| Tag         | Name                                | Beruf, bekannt als                                                 | Alter | Beleg |
| ----------- | ----------------------------------- | ------------------------------------------------------------------ | ----- | ----- |
| 7. Oktober  | Heinrich von Glymes und Berghes     | Fürstbischof von Cambrai und Kanzler des Ordens vom Goldenen Vlies | 53    |       |
| 20. Oktober | Konrad Summenhart                   | deutscher Theologe, Kanonist und Naturphilosoph                    |       |       |
| 24. Oktober | Diego Hurtado de Mendoza y Quiñones | spanischer Kardinal                                                |       |       |

## November
| Tag          | Name            | Beruf, bekannt als                                           | Alter | Beleg |
| ------------ | --------------- | ------------------------------------------------------------ | ----- | ----- |
| 8. November  | Kaspar zu Rhein | Bischof von Basel                                            |       |       |
| 10. November | Georg I.        | Reichsfürst, Herzog von Münsterberg und Oels, Graf von Glatz | 32    |       |
| 11. November | Hans Bär        | Basler Kaufmann und Wechsler                                 |       |       |

## Datum unbekannt
| Tag | Name                      | Beruf, bekannt als                                          | Alter | Beleg |
| --- | ------------------------- | ----------------------------------------------------------- | ----- | ----- |
|     | Andreas Palaiologos       | byzantinischer Titularkaiser                                |       |       |
|     | Auítzotl                  | Herrscher der Azteken                                       |       |       |
|     | Francisco de Bobadilla    | spanischer Kolonialverwalter                                |       |       |
|     | Diogo Gomes               | portugiesischer Navigator, Entdecker und Autor              |       |       |
|     | Georg Gossembrot          | deutscher Kaufmann, Finanzberater des Kaisers Maximilian I. |       |       |
|     | Georgius de Hungaria      | siebenbürgischer Dominikaner und Geschichtsschreiber        |       |       |
|     | Andreas Laer van Deventer | Klosterprobst des Augustiner-Chorherrenstifts               |       |       |
|     | Francesco Laurana         | italienischer Bildhauer und Architekt                       |       |       |
|     | Olivier de la Marche      | Schriftsteller und Generalmünzmeister von Geldern           |       |       |
|     | Thonis von Palant         | Herr von Reuland, Monschau und Neersen                      |       |       |
|     | Werner Rolevinck          | Kartäuser                                                   |       |       |
|     | Octavien de Saint-Gelais  | Dichter und Übersetzer der französischen Renaissance        |       |       |
|     | Giulio Cesare da Varano   | italienischer Herrscher und condottiere                     |       |       |